# Tone Damli
Tone Damli Aaberge (sinh ngày 12 tháng 4 năm 1988) là một ca sĩ kiêm nhạc sĩ người Na Uy. Cô trở nên nổi tiếng vì là một thí sinh trong phiên bản Na Uy của loạt phim truyền hình Idols.
Damli là á quân của chương trình Thần tượng Na Uy năm 2005, cô đã thua Jorun Stiansen trong trận chung kết. Mặc dù không giành chiến thắng, cô đã trở nên rất nổi tiếng tại quê hương Na Uy khi phát hành bốn album, Bliss, Sweet Fever, I know và Cocool. Bliss và I know đã được chứng nhận vàng ở Na Uy, một album tổng hợp, một album Giáng sinh, một EP và 21 đĩa đơn. Cô đã tham dự vòng chung kết Melodi Grand Prix 2009, với bài hát Buterfly, và kết thúc ở vị trí á quân, sau Alexander Rybak. Cô cũng tham gia phiên bản Na Uy của Dancing with the Stars năm 2006, và kết thúc ở vị trí thứ ba. Cô đã tranh đấu cùng với Erik Segerstedt trong trận bán kết Melodifansionen năm 2013 của Thụy Điển, với bài hát Hello Goodbye. Họ đã biểu diễn trong trận bán kết thứ hai và đủ điều kiện tham gia Andra Chansen, trong đó họ không thể tiến vào trận chung kết.  . Cô đã tham gia một lần nữa trong Melodi Grand Prix 2020 với bài hát Hurts Sometimes và là một trong những vòng loại tự động cho trận chung kết. Cô thất bại trong trận chung kết Vàng.

## Đời tư
Năm 2013, Damli bước vào mối quan hệ với Markus Foss và năm sau vào ngày 28 tháng 4 năm 2014 đã chào đón một cô con gái dễ thương.

## Danh sách đĩa hát

### Albums
| Tiêu đề       | Chi tiết album                                                                                      | Vị trí biểu đồ đỉnh | Vị trí biểu đồ đỉnh |
| Tiêu đề       | Chi tiết album                                                                                      | NOR                 | GRE                 |
| ------------- | --------------------------------------------------------------------------------------------------- | ------------------- | ------------------- |
| Bliss         | - Phát hành: ngày 5 tháng 12 năm 2005 - Nhãn: Nhạc lập dị - Các định dạng: CD                       | 14                  | -                   |
| Sweet Fever   | - Phát hành: ngày 8 tháng 5 năm 2007 - Nhãn: Nhạc lập dị - Các định dạng: CD, tải xuống kỹ thuật số | 8                   | -                   |
| I Know        | - Phát hành: 30 tháng 3 năm 2009 - Nhãn: Nhạc lập dị - Các định dạng: CD, tải xuống kỹ thuật số     | 3                   | 32                  |
| Cocool        | - Phát hành: 18 tháng 10 năm 2010 - Nhãn: Nhạc lập dị - Các định dạng: CD, tải xuống kỹ thuật số    | 22                  | -                   |
| Looking Back  | - Phát hành: 27 tháng 4 năm 2012 - Nhãn: Nhạc lập dị - Các định dạng: CD, tải xuống kỹ thuật số     | 13                  | -                   |
| Di Første Jul | - Phát hành: 17 tháng 11 năm 2014 - Nhãn: Nhạc lập dị - Các định dạng: CD, tải xuống kỹ thuật số    | 9                   | -                   |

#### EP
| Tiêu đề   | Chi tiết album                                                                                  |
| --------- | ----------------------------------------------------------------------------------------------- |
| Heartkill | - Phát hành: 20 tháng 1 năm 2014 - Nhãn: Eccentric Music - Các định dạng: Tải xuống kỹ thuật số |

### Đĩa đơn
| Năm  | Tiêu đề                                | Vị trí | Vị trí | Album         |
| Năm  | Tiêu đề                                | NOR    | SWE    | Album         |
| ---- | -------------------------------------- | ------ | ------ | ------------- |
| 2005 | "The Bliss Song"                       | —      | —      | Bliss         |
| 2006 | "Somewhere Soft to Land"               | —      | —      | Bliss         |
| 2007 | "Fever"                                | 6      | —      | Sweet Fever   |
| 2007 | "Young and Foolish"                    | —      | —      | Sweet Fever   |
| 2009 | "Butterflies"                          | 2      | —      | I Know        |
| 2009 | "I Know"                               | 4      | —      | I Know        |
| 2010 | "I Love You"                           | 7      | —      | Cocool        |
| 2010 | "Crazy Cool"                           | —      | —      | Cocool        |
| 2010 | "Stuck in My Head" (featuring Vinni)   | 2      | —      | Cocool        |
| 2012 | "Look Back"                            | 8      | —      | Looking Back  |
| 2012 | "Imagine" (featuring Eric Saade)       | 9      | 49     | Looking Back  |
| 2012 | "Smash"                                | —      | —      | Heartkill EP  |
| 2013 | "Hello Goodbye" (with Erik Segerstedt) | —      | 14     | Heartkill EP  |
| 2013 | "Winner of a Losing Game"              | 1      | —      | Heartkill EP  |
| 2013 | "Perfect World"                        | —      | —      | Heartkill EP  |
| 2014 | "Heartkill"                            | —      | —      | Heartkill EP  |
| 2016 | "Di Første Jul"                        | —      | —      | Di Første Jul |
| 2017 | "Pinnacle"                             | —      | —      | TBA           |
| 2017 | "Strangers"                            | 21     | —      | TBA           |
| 2018 | "Seasick"                              | —      | —      | TBA           |
| 2020 | "Hurt Sometimes"                       | —      | —      | TBA           |

Ghi chú
1. Các bản phát hành cho đến năm 2009 được ghi công cho Tone Damli Aaberge. Từ năm 2010 trở đi là Tone Damli.

## Sự nghiệp diễn xuất
- 2006: Over the Hedge - Phiên bản tiếng Na Uy của "Heather"